# Devant d'autel de la Seu d'Urgell ou des Apôtres
Le Devant d'autel de la Seu d'Urgell ou des Apôtres est un antependium de style roman exposé par le musée national d'Art de Catalogne à Barcelone. Il date du second quart du XIIe siècle et provient d'une église du diocèse d'Urgell; il a été acheté en 1905. C'est un des chefs-d'œuvre de la collection de peinture sur bois du MNAC.

## Analyse formelle

### Style
L'œuvre réalisée à tempera sur des planches de pin, est un exemplaire des plus caractéristiques de l'art roman catalan; on y rencontre les principes stylistiques du roman, comme la symétrie bilatérale, l'absence d'un fond, la perspective hiérarchique et la géométrisation antinaturaliste des formes, ainsi qu'on peut l'observer dans les plis des habits. L'œuvre est remarquable par la qualité de la polychromie. Elle présente des ressemblances, surtout par les couleurs et les bordures, au devant d'autel de l'église Saint-Martin d'Hix, ce qui peut indiquer qu'ils sont probablement sortis du même atelier ou qu'ils sont l'œuvre du même auteur.

### Composition
Au centre de l'œuvre, on peut voir un Christ en majesté, d'une taille plus grande que celle des autres personnages. La double mandorle qui enveloppe le Christ en majesté est de tradition carolingienne. Le cercle supérieur représente le Ciel, et l'inférieur, sur lequel reposent les pieds de la figure, la Terre.
Avec la main gauche, il tient le Livre de la Vie, fermé par sept sceaux, et avec la main droite, il bénit les personnes qui observent l'autel. Son visage est sévère et est entouré par un nimbe crucifère.
Sur les côtés de l'œuvre, on peut voir deux groupes de six apôtres, disposés de manière pyramidale. Leurs regards sont dirigés vers le personnage central. Tous portent un livre ou un rouleau; saint Pierre montre les clés caractéristiques; saint Paul, de l'autre côté, est reconnaissable à sa calvitie.